# Montbard
Montbard /mõˈbaʁ/ è un comune francese di 5 718 abitanti situato nel dipartimento della Côte-d'Or nella regione della Borgogna-Franca Contea.

## Monumenti e luoghi d'interesse
- Abbazia di Fontenay

## Società

### Evoluzione demografica
Abitanti censiti

## Amministrazione

### Gemellaggi
- Couvin, dal 1963
- Ubstadt-Weiher, dal 1991
- Gattinara, dal 2014